# Episodi di Salem (terza stagione)
La terza e ultima stagione della serie televisiva Salem è stata trasmessa in prima visione negli Stati Uniti dall'emittente televisiva via cavo WGN America dal 2 novembre 2016 al 25 gennaio 2017.
In Italia, la stagione è andata in onda sul canale satellitare Fox dal 9 gennaio all'8 maggio 2017.
| nº | Titolo originale         | Titolo italiano             | Prima TV USA     | Prima TV Italia |
| -- | ------------------------ | --------------------------- | ---------------- | --------------- |
| 1  | After the Fall           | Il risveglio                | 2 novembre 2016  | 9 gennaio 2017  |
| 2  | The Heart Is a Devil     | Il cuore è un diavolo       | 9 novembre 2016  | 16 gennaio 2017 |
| 3  | The Reckoning            | Giocatori e pedine          | 16 novembre 2016 | 23 gennaio 2017 |
| 4  | Night's Black Agents     | Gli agenti neri della notte | 30 novembre 2016 | 30 gennaio 2017 |
| 5  | The Witch Is Back        | La strega è tornata         | 7 dicembre 2016  | 6 febbraio 2017 |
| 6  | Wednesday's Child        | Il bambino del mercoledì    | 14 dicembre 2016 | 10 aprile 2017  |
| 7  | The Man Who Was Thursday | Il quarto giorno            | 4 gennaio 2017   | 17 aprile 2017  |
| 8  | Friday's Knights         | I piaceri terreni           | 11 gennaio 2017  | 24 aprile 2017  |
| 9  | Saturday Mourning        | Amara attesa                | 18 gennaio 2017  | 1º maggio 2017  |
| 10 | Black Sunday             | La domenica nera            | 25 gennaio 2017  | 8 maggio 2017   |